# Podcrkavlje
Podcrkavlje – wieś w Chorwacji, w żupanii brodzko-posawskiej, siedziba gminy Podcrkavlje. W 2011 roku liczyła 415 mieszkańców.